# 伊莉莎白·柴·瓦沙瑞莉
伊丽莎白·柴·瓦沙瑞莉（出生约 1979/1980 是一位纪录片制片人。  她和她的丈夫金国威共同制作拍摄的纪录片徒手攀岩 ，获得了2019年奥斯卡最佳纪录片奖 。  这部电影描述了Alex Honnold于2017年6月在酋长岩进行的徒手攀岩 。

## 早年生活和教育
瓦沙瑞莉在纽约市长大，是大学行政人员Marina Vasarhelyi和大学教授Miklos Vasarhelyi的女儿。   她的父亲来自匈牙利 ，母亲来自香港 。   瓦沙瑞莉毕业于The Brearley School 。  她拥有普林斯顿大学的比较文学学士学位 。 

## 职业生涯
瓦沙瑞莉于2004年在电影Closer 中担任导演Mike Nichols的助理，并与获得艾美奖的电影摄影师Scott Duncan进行了广泛合作，其中包括达喀尔拉力赛的纪录片等。 
她的第一部电影“ A Normal Life”在2003年的翠贝卡电影节上获得了最佳纪录片奖 。  她的第二部电影， Youssou N'Dour：I Bring What I Love，在美国影院和国际院线上映。  这部电影在特柳赖德和多伦多电影节上首映，并赢得了诸多奖项，包括2008年中东国际电影节特别评审团奖和2009年国际纪录片协会奖的Pare Lorentz奖提名 。 
2013年，瓦沙瑞莉拍摄完成了Touba ，一部关于每年Mouride朝圣的纪录片，讲述塞内加尔 Touba的Grand Magaal。  它在SXSW 2013上首播，获得了最佳摄影奖评委会特别奖。 
之后，瓦沙瑞莉回到塞内加尔，拍摄纪录了2012年的总统选举。  廉洁 （原名非洲之春 ），讲述塞内加尔的民主故事，获得了2015年度的独立精神比幻想更真实奖。  2015年，来自IndieWire的 Brandon Wilson在关于Vasarhelyi的报道中评价到“她对这个国家的深悉给她带来了回报，并造就了这部作品，使其成为又一个非洲大陆上公民失去权利的故事。” 
瓦沙瑞莉作为导演的作品之一，是2015年票房收入最高的独立纪录片： 梅鲁峰 （奥斯卡2016年候选名单; 2015年圣丹斯观众奖）。  名利场 杂志说：“金国威和瓦沙瑞莉的圣丹斯观众奖获奖作品是近年来同类型中最好的体育纪录片之一。” 
瓦沙瑞莉 和金国威的2018年纪录片徒手攀岩 在2018年多伦多国际电影节上获得了人民选择奖：纪录片 。   但这部电影作为一部引人入胜的纪录片和一部关于人类奋进探索的深刻故事同时都遭受到了批评。   来自纽约时报 的 Jeannette Catsoulis称徒手攀岩 是，“一项关于激情与个性完美匹配的独特研究。” 
瓦沙瑞莉 和金国威在“纽约时报”的评论文章中讨论了拍摄攀登的问题，他们说：“纵观历史，纪录片制作者不得不在责任和拍摄主题之间的模糊界线上挣扎。  每当我们打开相机时，我们的存在都可能会使他面临更大的风险，我们对此深感困扰。“   瓦沙瑞莉执导了纽约时报的 Op Doc，这是Netflix非小说设计系列摘要 中的一集，以及ESPN的非小说系列未来体育 中的两集。 
徒手攀岩 被提名并获得2019年奥斯卡最佳纪录片奖 。 
2023年，與丈夫金國威製作首部劇情片《泳不放棄》，講述橫渡佛羅里達海峽的傳奇游泳健將黛安娜·耐德的故事。
瓦沙瑞莉已获得圣丹斯学院 ， 福特基金会 ， 洛克菲勒兄弟基金会 ，Bertha Britdoc，威廉和玛丽格雷夫基金会以及国家艺术基金会的资助 。 
她被选为2013年圣丹斯纪录片电影研究员，2005年被评为电影制片人杂志25部独立电影新面孔[4]，并于2008年获得Creative Visions基金会颁发的成就奖。

## 个人生活
瓦沙瑞莉 于2013年5月26日与金国威（《国家地理》摄影师和专业滑雪者和登山者）结婚。   他们的女儿玛丽娜于2013年9月25日出生，他们的儿子詹姆斯于2015年12月7日出生。  瓦沙瑞莉和她的家人一起住在纽约市。  瓦沙瑞莉和金国威是在2012年的一次会议上相识的。 

## 奖项
- 2003年： 翠贝卡电影节 正常生活的最佳纪录片特写
- 2008年： Youssou N'Dour的 中东国际电影节特别评委会奖：我带来我喜欢的东西
- 2008年： Youssou N'Dour的 国际纪录片协会 Pare Lorentz奖（候选人） ：我带来我喜欢的东西
- 2008年： Youssou N'Dour的 巴哈马国际电影节观众奖：我带来我喜欢的东西
- 2008年： 巴哈马国际电影节为Youssou N'Dour颁发自由精神奖：我带来我所爱的
- 2008年： Youssou N'Dour的 DC国际电影节观众奖：我带来我喜欢的东西
- 2008年： Youssou N'Dour的 圣保罗国际电影节观众奖：我带来了我喜欢的东西
- 2008年： 纳什维尔电影节对Youssou N'Dour的影响音乐奖：我带来我喜欢的东西
- 多伦多国际电影节 Youssou N'Dour特别演讲：我带来我喜欢的东西
- 2013年： SXSW Touba最佳摄影奖评委会特别奖
- 2015年： 独立精神更真实比小说奖得主廉洁
- 2015年： 伍德斯托克电影节小牛奖的最佳廉政专题纪录片
- 2015年： 同一个世界电影节哈维尔评委会奖廉洁
- 2015年： 奥斯卡 Meru最佳纪录片专辑候选名单
- 2015年： Meru的 圣丹斯观众奖得主
- 2015年： 独立精神奖提名为Meru最佳纪录片
- 2015年： DGA奖提名Meru纪录片杰出导演成就奖
- 2015年：PGA奖提名为Meru的纪录片戏剧电影的杰出制作人
- 2015年： Cinema Eye荣获Meru的观众选择奖得主
- 2015年： Cinema Eye荣获Meru电影摄影杰出成就奖
- 2015年： 电影之眼荣誉奖提名为Meru的杰出生产成就奖
- 2015年： 电影之眼荣誉奖提名Meru原创音乐成绩杰出成就奖
- 2015年： 纽约时报 ，评论家选择Meru
- 2016年： 奥斯卡的 Meru候选名单
- 2018年： 多伦多国际电影节 赤手登峰人物选择纪录片奖[10]
- 2018年： 米尔谷电影节山谷的Docs People's Choice奖项
- 2018年： 弗吉尼亚电影节纪录片专题观众奖
- 2018年： 赤手登峰最佳纪录片评论家选择奖 [11]
- 2018年： 赤手登峰最佳体育纪录片评论家选择奖 [11]
- 2019年：获得赤手登峰 最佳纪录片专题的 奥斯卡奖

## 电影作品
- 2003年： 正常生活
- 2008年： Youssou N'Dour：我带来我喜欢的东西
- 2013年： 图巴
- 2015年：无腐败
- 2015年： 梅鲁峰
- 2017年： 摘要：设计艺术 （电视剧纪录片）
- 2018年： 徒手攀岩
- 2018年： 增强版 （电视剧纪录片）
- 2023年：泳不放棄